# Kundapur
Kundapur hay Kundapura là một thị trấn của quận Udupi thuộc bang Karnataka, Ấn Độ.

## Nhân khẩu
Theo điều tra dân số năm 2001 của Ấn Độ, Kundapura có dân số 28.595 người. Phái nam chiếm 49% tổng số dân và phái nữ chiếm 51%. Kundapura có tỷ lệ 79% biết đọc biết viết, cao hơn tỷ lệ trung bình toàn quốc là 59,5%: tỷ lệ cho phái nam là 84%, và tỷ lệ cho phái nữ là 74%. Tại Kundapura, 9% dân số nhỏ hơn 6 tuổi.